# 岩本博行
岩本 博行（いわもと ひろゆき、1913年（大正2年）11月4日 - 1991年（平成3年）10月29日）は、日本の建築家。竹中工務店常務。

## 来歴
大阪府に生まれる（出身地は岡山県勝田郡奈義町）。
1932年（昭和7年）、大阪市立都島工業学校建築科を卒業し、竹中工務店に入る。
竹中入社後に小林三造に指導を受ける。日本建築素材の色彩を用いて統一感を与えることを持論とし、職人（大工・棟梁）の伝統を受け継ぐ人物と目された。
九州支店設計部長（1959年）、大阪本店設計部長（1962年）、取締役技師長（1968年）を経て、1972年に常務取締役に就任した。
竹中工務店の創立80周年記念事業の「竹中大工道具館」創設（1984年）にも関与した。

## 代表作
1963年実施の建築競技で1等入選した国立劇場などを手がける。
その他に「天神ビル(1960年)」「神戸関電ビル(1964年)」、「神戸オリエンタルホテル(1964年)」 、「御堂ビル(1965年)」など。

## 寄稿文
- 「私の伝統論」『国際建築』1964年11月号[1]
- 「建築一般構造」『森北建築学全書〈11〉』1970年（吉木寿と連名）